# Čmelík kuří
Čmelík kuří (Dermanyssus gallinae) je krevsajícím parazitem drůbeže a některých savců. V  Česku se hojně vyskytuje.

## Morfologie

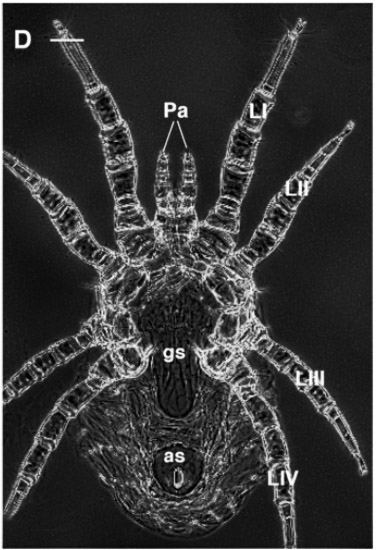
Samice čmelíka kuřího. Ventrální strana. Pa – Palps (klepítka); gs – genitaventrální štítek; as – anální štítek

Hladový čmelík je asi 0,2 – 0,8 mm velký. Po nasání krve změní původně světle šedé tělo na červené a zvětší se asi na 1 mm. Tělo má jeden článek, na kterém rozlišujme dvě odlišné části. Přední část se nazývá gnathosoma a jsou na ní umístěny ústní končetiny. Jako ústní ústrojí slouží čmelíku klepítka (chelicery), která má proměněné na bodcovité útvary. Zadní část označujme jako idiosoma nese kráčivé končetiny. Dýchací otvory (stigma) jsou mezi 3. a 4. coxae (párem nohou) (proto Mesostigmata). Larvy nemají stigmu (dýchají přes kutikulu). Na hřbetní (dorsální) části mívá čmelík jeden štítek, na břišní (ventrální) straně těla jsou umístěné 2 štítky (genitaventrální a anální). Samec má pouze jeden břišní štítek.

## Parazitismus
Čmelík je významným krevsajícím ektoparazitem drůbeže. Příležitostně napadá také psy, kočky, koně, lidi a jiné hostitele, s kterými přijde do kontaktu. Mezi symptomy patří nespokojenost, nervozita, poškození opeření, bledé hřebeny či snížená funkce snášení vajec. Během dne se skrývají. Své potenciální hostitele napadají v noci, po nasání krve změní původně světle šedé tělo na červené. Po krmení se schovávají v trhlinách a štěrbinách.

## Rozmnožování a vývoj
Čmelík je gonochorista s vývojem nepřímým. Po vylíhnutí má šestinohou larvu, která se následně změní na osminohou nymfu. Ta se po dvou svlékáních mění v dospělce. Larvální stadium nepřijímá potravu.
Samice může klást do 300 vajíček při stabilní teplotě 20–25 °C. Při vyšší či nižší teplotě klade méně vajec a ve větších intervalech. Při teplotě 5 °C může dospělec přežít bez potravy asi 5 měsíců.

## Prevence
Existuje několik způsobů, jak zabránit útoku kurníku. Jedním z nejdůležitějších je pravidelné čištění a údržba čistoty v kurníku. Rovněž pomůžou postřiky, vybílení, postřiky i nátěr křemelinou. Ty poslouží i jako prevence proti jiným parazitům.